# František Brusnický
František Brusnický (23. května 1949 - 1995) byl český fotbalista, obránce.

## Fotbalová kariéra
Odchovanec karlovarského fotbalu přišel do Plzně po vojně v Dukle Sušice. V československé lize hrál za Škoda Plzeň. Nastoupil ve 105 ligových utkáních a dal 9 gólů. Vítěz Českého a finalista Československého poháru 1970/71. V roce 1977 se vrátil do Slavie Karlovy Vary.

## Ligová bilance
| Ročník                                   | Zápasy | Góly | Klub        |
| ---------------------------------------- | ------ | ---- | ----------- |
| 1. československá fotbalová liga 1970/71 | 13     | 0    | Škoda Plzeň |
| 2. československá fotbalová liga 1971/72 | -      | -    | Škoda Plzeň |
| 1. československá fotbalová liga 1972/73 | 21     | 3    | Škoda Plzeň |
| 1. československá fotbalová liga 1973/74 | 13     | 1    | Škoda Plzeň |
| 1. československá fotbalová liga 1974/75 | 25     | 2    | Škoda Plzeň |
| 1. československá fotbalová liga 1975/76 | 14     | 3    | Škoda Plzeň |
| 1. československá fotbalová liga 1976/77 | 19     | 0    | Škoda Plzeň |
| CELKEM                                   | 105    | 9    |             |